# Menik Gooneratne
Menik Gooneratne es una actriz, escritora y directora inglesa, más conocida por haber interpretado a Gita en la serie MDA y a Priya Kapoor en la serie Neighbours.

## Biografía
Es hija de Shirani Gooneratne y Upali Gooneratne; su hermano es el productor musical MarKia. 
Se casó el 13 de agosto de 2011 y en marzo de 2013 Menik reveló que estaba embarazada. La pareja tuvo un hijo en julio de 2013.

## Carrera
En 2003 se unió como personaje recurrente a la serie M.D.A., donde interpretó a Gita. En 2008 interpretó a la oficial Nareen en la primera temporada de la exitosa serie Underbelly.
El 1 de septiembre de 2011, se unió al elenco de la popular serie australiana Neighbours, donde interpretó a la directora Priya Kapoor hasta el 19 de marzo de 2013. Menik regresó a la serie en abril del mismo año ahora como fantasma. Anteriormente había aparecido por primera vez en la serie en 2000, interpretando a Shanti Pandya durante el episodio #1.3527.
En 2013 apareció como invitada en el tercer episodio de la segunda temporada de la serie House Husbands, donde interpretó a Marnie.

## Filmografía[6]
Series de televisión
| Año         | Serie                         | Personaje      | Notas                                    |
| ----------- | ----------------------------- | -------------- | ---------------------------------------- |
| 2013        | House Husbands                | Marnie         | episodio # 2.3                           |
| 2011 - 2013 | Neighbours                    | Priya Kapoor   | 91 episodios                             |
| 2012        | It's Not You. It's Bree.      | Doctora Lucy   | episodio "Happy Birthday Bree Browning!" |
| 2010        | The Partridge & the Pear Tree | Cliente        | episodio "May"                           |
| 2008        | Underbelly                    | Oficial Nareen | 2 episodios                              |
| 2005        | Last Man Standing             | Mesera         | episodio # 1.13                          |
| 2003        | M.D.A.                        | Gita           | 22 episodios                             |
| -           | Our Sunburnt Country, Amen    | -              | -                                        |

Películas
| Año  | Título              | Personaje      | Notas                                                             |
| ---- | ------------------- | -------------- | ----------------------------------------------------------------- |
| 2012 | 41                  | Jess           | junto a Chris Gibson & Dana Kro                                   |
| 2010 | Hard Rubbish        | Rani           | corto - junto a Tiffany Davis, Kanhai Desai & Simon Mallory       |
| 2010 | Brash               | India          | corto                                                             |
| 2010 | Stan & June's: 12pm | Lucy           | corto - junto a Patrick Constantinou, Shane Dunlop & David Gannon |
| 2009 | Storage             | Lily           | junto a Shane Dunlop & Candice Fuller                             |
| 2009 | Knowing             | Mujer con Bebé | junto a Nicholas Cage & Rose Byrne                                |
| 2009 | Noor                | Noor           | corto - junto a Bruce Alexander, Salvatore Galofaro & Sam Norbury |
| -    | Signs of Affection  | Romy           | corto                                                             |
| -    | Doll's Story        | Mia            | corto                                                             |

Directora y escritora
| Año  | Título              | Notas                                        |
| ---- | ------------------- | -------------------------------------------- |
| 2010 | Stan & June's: 12pm | corto - escritora, directora & co-productora |
| 2009 | Noor                | corto - escritora                            |

Teatro
| Año | Obra      | Personaje | Director        | Teatro |
| --- | --------- | --------- | --------------- | ------ |
| -   | Forbidden | Max       | Antony Steadman | -      |